# Joachim Ankerhold
Joachim Ankerhold  (* 1963) ist ein Physiker und Hochschullehrer. Er ist Professor für Theoretische Physik an der Universität Ulm.

## Leben
Ankerhold studierte an den Universitäten Marburg und Bonn, mit Diplomabschluss 1989. Er war Doktorand an der Universität Essen, wo er 1994 promoviert wurde. Danach war er an der Universität Freiburg und an der Columbia University tätig. Seit 2007 ist er Professor an der Universität Ulm, an der er seit 2015 auch Vizepräsident für Forschung ist.

## Forschung
Die Forschungsaktivitäten von Ankerhold und seiner Arbeitsgruppe betreffen die theoretische Beschreibung von Quantensystemen. Ankerhold untersucht grundlegende Fragestellungen wie die quantenmechanische Version der Smoluchowski-Gleichung sowie insbesondere solche zu mesoskopischen Festkörpersystemen, beispielsweise supraleitende Elemente (wie Josephson-Kontakte) oder Schaltkreise. Ankerhold arbeitet dabei mit verschiedenen experimentell arbeitenden Gruppen zusammen.

## Weblink
- Ankerhold an der Universität Ulm